# Pseudomyrmex gibbinotus
Pseudomyrmex gibbinotus är en myrart som först beskrevs av Auguste-Henri Forel 1908.  Pseudomyrmex gibbinotus ingår i släktet Pseudomyrmex och familjen myror. Inga underarter finns listade i Catalogue of Life.